# Orostachys thyrsiflora
Orostachys thyrsiflora är en fetbladsväxtart som först beskrevs av Dc., och fick sitt nu gällande namn av Fisch. och Robert Sweet. Orostachys thyrsiflora ingår i släktet Orostachys och familjen fetbladsväxter. Inga underarter finns listade i Catalogue of Life.